# Contea di Clark (Kentucky)
La contea di Clark, in inglese Clark County, è una contea dello Stato del Kentucky, negli Stati Uniti. La popolazione al censimento del 2000 era di 33 144 abitanti. Il capoluogo di contea è Winchester